# Chausson (mets)
Le chausson est un mets constitué d'une pâte (souvent pâte feuilletée) enrobant une garniture de viande, de légumes ou pâtissière. 